# 톰 비셀
톰 비셀(Tom Bissell, 1974년~ )은 미국 미시간주 에스커나바 출신의 저널리스트, 공상 소설 작가이다. 현재 캘리포니아주 로스앤젤레스에 거주하고 있다.
비셀은 이스트랜싱의 미시간 주립 대학교에서 영어를 학습하였다. 1996년 22살에 우즈베키스탄으로 건너가 미국 평화 봉사단의 자원봉사자로 일했다. 그곳에서 7개월 동안 일한 뒤 집으로 돌아왔다. 그 뒤 뉴욕 시의 서적 편집장으로 일하였고, The Collected Stories of Richard Yates, Paula Fox's memoir Borrowed Finery를 포함한 수많은 책을 출판하였다. 그는 뉴욕 타임즈 북 리뷰의 리뷰를 자주 담당하고 있다.
비셀의 아버지는 베트남 전쟁 기간 동안 저널리스트 필립 카푸토와 함께 해병대로 복무하였다. 그 두 사람은 비셀의 어린 시절 동안 친구로 지냈으며 카푸토는 그의 초기 집필에 큰 힘을 실어 주었다.